# Ovdukh
Ovdukh é uma sopa fria de iogurte, pepino e ervas aromáticas, típica do Azerbaijão. Pode opcionalmente levar ovos cozidos e carne magra moída e frita, mas a versão vegetariana é a mais popular. A qualidade do iogurte é muito importante; deve usar-se iogurte feito em casa, ou das variedades preparadas na Rússia, Turquia ou Irã. 
Para preparar a sopa, deve diluir-se cuidadosamente o iogurte em água fria; junta-se pepino, cebola, alho, cebolinho, coentro fresco, endro e manjericão vermelho (reyhan) tudo finamente picado. Tempera-se com sal e opcionalmente juntam-se ovos cozidos picados ou a carne moída frita e fria e deixa-se na geleira até à altura de servir.